# پادشاه ته اینسون
ده این سون(درگذشت ۹۲۶) (دوران حکومت ۹۰۶–۹۲۶) پانزدهمین و آخرین پادشاه بالهایی بود.

## آخرین سالهای بالهائه
این زمان تغییرات مهمی برای بالهائه و همسایگانش بود. در مورد سیلا، اشراف به طور فزاینده ای مستقل شدند و شورش ها در سراسر کشور به وجود آمد. در همین حال، در چین، تانگ با بحران های جدی ناشی از شورش ان لوشان و بسیاری قیام های دیگر مواجه شد. سرانجام، ژو ون لیانگ بعدی را تأسیس کرد که پایان سلسله تانگ در سال ۹۰۷ بود.
دائه بر افزایش قابلیت‌های دفاعی در برابر تهدید قدرت‌های جدید تمرکز کرد و طرفدار اتحاد با خاندان گوریو بود. با این حال، دخالت اشراف اجازه نداد که این اتفاق بیفتد. قدرت فزاینده خیتان‌ها در منچوری بیشترین تهدید را برای بالهائه داشت. در نهایت، آنها در سال ۹۲۵ به بالهائه حمله کردند و پایتخت سانگ گیئونگ (همچنین به عنوان قلعه هولهان شناخته می شود) پس از ده روز سقوط کرد. در سال ۹۲۶، بالهائه به پایان رسید، برخی از اشراف توسط سلسله لیائو به خیتان منتقل شدند، در حالی که بسیاری از مردم آن از جمله بسیاری از اشراف به گوریو گریختند.

## عواقب
خیتان‌ها پادشاهی دانگدان را در قلمروهای سابق بالهائه تأسیس کردند که توسط ولیعهد یلو بی اداره می شد. به دلیل هرج و مرج سیاسی و فقدان یک اداره قوی پس از سقوط بالهائه، به خانواده سلطنتی بالهائه اجازه داده شد تا کنترل مناطق سابق بالهائه را با اشراف لیائو به اشتراک بگذارند. دائه اینسون احتمالاً در دوران حکومت یلو بی در مناصب بالا خدمت می کرد و احتمالاً قدرت را با یلو بی به اشتراک می گذاشت.
پسر دائه اینسون و آخرین ولیعهد بالهائه، دائه گوانگ هیون، ارتشی را جمع آوری کردند و به رهبری مقاومت علیه لیائو ادامه دادند. بسیاری از اعضای قبیله دائه بالهائه بعدی را رهبری می کنند و مانند دائه اینسون از تسلیم شدن به لیائو خودداری کردند. در سال ۹۳۷، دائه گوانگ هیون ده‌ها هزار پناهنده بالهای را رهبری کرد و به گوریو گریخت، جایی که وانگ گئون، بنیانگذار سلسله گوریو، او را به گرمی پذیرفت، که به عقیده مورخان کره‌ای باعث اتحاد دو جانشین ایالت های گوگوریو شد.

## سقوط بالهایی
سرانجام در سال ۹۲۶ میلادی امپراتور تای‌زو از سلسله لیائو (خیتان) به پایتخت بالهایی حمله کرد و آنجا را تصرف کرد. مردم بالهایی بعد از آن به گوریو پناهنده شدند.